# Kotokó Királyság
A Kotokó Királyság a kotokó nép állama volt a mai Észak-Kamerun, Nigéria, valamint Csád délnyugati részén.

## Története
Felemelkedése egybeesett a szao civilizáció hanyatlásával. A létrejövő állam több kisebb királyságot olvasztott magába, például Kousséri, Logone-Birni, Makari és Mara királyságokat, élén a király állt. A Kotokó Királyság a 15. század közepére kiterjedt a mai Észak-Kamerun és Nigéria egyes részeire, valamint Csád délnyugati területére. Logone-Birni lett a Kotokó Királyság legbefolyásosabb vazallusállama.
A Kanem Birodalom már korán a befolyása alá vonta a Királyság északi részét. Ezen a területen a lakosság a 19. századra áttért az iszlámra. Ugyanebben a században az egész Kotokó Királyság a Bornu Birodalom uralma alá került és az iszlám tovább terjedt. A Bornu uralkodók a területet északi és déli részre osztották, ami lehetővé tette, hogy a déli Logone-Birni megőrizze bizonyos fokú autonómiáját. Logone-Birni tartományokra oszlott, amelyek élén alvezérek álltak.
Kotokót, Bornu többi részével együtt az európai hatalmak felosztották egymás között Afrika gyarmatosítása idején. A jelenkorban a kotokók és a csádi arabok között konfliktusok alakultak ki.

## Fordítás
- Ez a szócikk részben vagy egészben  a   Kotoko kingdom című angol Wikipédia-szócikk ezen változatának fordításán alapul.  Az eredeti cikk szerkesztőit annak laptörténete sorolja fel. Ez a jelzés csupán a megfogalmazás eredetét és a szerzői jogokat jelzi, nem szolgál a cikkben szereplő információk forrásmegjelöléseként.